# Gran Premi de les Amèriques 1992
El Gran Premi de les Amèriques 1992, anomenat també GP Téléglobe fou la 5a i última edició del Gran Premi de les Amèriques. La cursa es disputà el 4 d'octubre de 1992, sent el vencedor final el basc Federico Etxave que s'imposa per davant de Davide Cassani i Luc Leblanc.
Va ser la novena cursa de la Copa del Món de ciclisme de 1992.

## Classificació final
|    | Ciclista             | Equip               | Temps      |
| -- | -------------------- | ------------------- | ---------- |
| 1  | Federico Etxave      | CLAS-Cajastur       | 5h 50' 59" |
| 2  | Davide Cassani       | Ariostea            | m. t.      |
| 3  | Luc Leblanc          | Castorama           | m. t.      |
| 4  | Thomas Wegmüller     | Festina-Lotus       | + 18"      |
| 5  | Frank Van Den Abeele | Lotto-Mavic         | + 36"      |
| 6  | Laurent Jalabert     | ONCE                | + 44"      |
| 7  | Maurizio Fondriest   | Panasonic-Sportlife | m. t.      |
| 8  | Luc Roosen           | Tulip Computers     | m. t.      |
| 9  | Rolf Sørensen        | Ariostea            | m. t.      |
| 10 | Erik Dekker          | Buckler-Colnago     | m. t.      |